# Ère Reiki
L’ère Reiki (霊亀) est une des ères du Japon (年号, nengō — littéralement « le nom de l'année ») suivant l'ère Wadō et précédant l'ère Yōrō. Cette ère couvre la période allant du mois de septembre 715 à novembre 717. L'impératrice régnante est Genshō (元正天皇).

## Changement d'ère
Le nom de la nouvelle ère est créé pour marquer un événement ou une série d'événements. L'ère précédente se termine là où commence la nouvelle, en Wadō 8, le 3e jour du 9e mois de 715

## Événements de l'ère Reiki
- 715 (Reiki 1): L'impératrice Genmei abdique et sa fille, la princesse Hidaka, reçoit la succession (senso). Peu après, elle devient l'impératrice Genshō, et donc accède formellement au trône (sokui), en attendant que son neveu, le prince Obito (futur empereur Shōmu), qui est le fils de son frère cadet, Monmu, soit jugé assez mature pour prendre le pouvoir.

| Reiki     | 1re | 2e  | 3e  |
| Grégorien | 715 | 716 | 717 |